# درة بنياب بهرام بيغي (باتاوة)
درة بنياب بهرام بيغي (بالفارسية: دره بنیاب بهرام بیگی) هي قرية تقع في إيران في قسم باتاوة الريفي. يقدر عدد سكانها بـ 82 نسمة بحسب إحصاء 2016.